# Most Birchenough
Most Birchenough – most na rzecze Sabi, w pobliżu wioski Birchenough, w prowincji Manicaland, w Zimbabwe. Most łączy dystrykty Chipinge i Buhera, oraz zapewnia przejście dla pojazdów do Masvingo i Beitbridge.
Swoją nazwę bierze od angielskiego biznesmena i urzędnika państwowego – Henry Birchenough. Został ukończony w 1935 roku i mając długość 1080 stóp (329 m) był trzecim pod względem długości jednoprzęsłowym mostem wiszącym na świecie, w tamtym czasie.